# Estació de Calafell
Calafell és una estació de ferrocarril propietat d'adif situada a la població de Calafell (Baix Penedès). L'estació es troba a la línia Barcelona-Vilanova-Valls i s'hi aturen trens de la línia de rodalia R2 Sud de Rodalies de Catalunya i alguns trens regionals de les línies R13 i R14, operades per Renfe Operadora. L'edifici és una obra protegida com a bé cultural d'interès local. Aquesta estació de la línia de Vilanova va entrar en servei l'any 1882 quan es va obrir el tram entre Vilanova i la Geltrú i Calafell, un any més tard arribava a Valls. Al segle xx es van fer obres a la línia per duplicar les vies.
El nombre de passatgers pujats l'any 2016 va ser de 507.000 persones.

## Història
El mes de juliol de 1878, el vilanoví Francesc Gumà Ferran, el qual havia fet fortuna a Cuba, va constituir la Sociedad del Ferrocarril de Valls a Villanueva y Barcelona per construir i explotar la línia ferroviària que va paral·lela a la costa. La concessió l'havia obtingut el gener de l'any anterior. El desembre de 1881 es va inaugurar el servei ferroviari entre Barcelona i Vilanova. El 16 d'abril de 1882 es va inaugurar el tram entre Vilanova i Calafell. La línia no quedaria construïda en tota la seva longitud fins al mes de juny de 1883. Els terrenys expropiats a Calafell per a la instal·lació de la via fèrria va ser de 29,34 hectàrees i va costar 4.182,76 pessetes. El 1886 la companyia es va fusionar amb la Compañía de los Ferrocarriles de Tarragona a Barcelona y Francia (TBF), la qual va ser absorbida per la de Madrid a Zaragoza y Alicante (MZA) l'any 1891. Aquesta empresa, que es va constituir l'any 1856, va arribar a ser la primera gran companyia ferroviària d'Espanya i va conservar el seu nom fins al 1941. Aquest any, la Ley de Ordenación Ferroviaria va propiciar el naixement d'una nova empresa ferroviària de caràcter nacional, la Renfe, que integraria a totes les línies de via ampla de l'Estat i la MZA va passar a formar part de la mateixa. L'edifici de l'estació (1) va ser construït l'any 1882 i el logotip de la companyia MZA va ser incorporat a partir de 1891.

## Serveis ferroviaris
| Rodalia de Barcelona                       |                        |       |                   |                             |
| Procedència/Destinació                     | <                      | Línia | >                 | Procedència/Destinació      |
| Sant Vicenç de Calders                     | Sant Vicenç de Calders |       | Segur de Calafell | Estació de França           |
| Serveis regionals de Rodalies de Catalunya |                        |       |                   |                             |
| Lleida Pirineus                            | Sant Vicenç de Calders |       | Segur de Calafell | Barcelona-Estació de França |

Aquest recorregut de la R2 és provisional fins al 2011 fruit de les obres a Sant Andreu Comtal, per veure quins són els canvis que hi ha hagut vegeu R2 i R10.

## Edifici
Edifici aïllat de planta rectangular, de cinc crugies, amb un cos poligonal a l'extrem sud-oest, amb planta baixa i un pis, i coberta plana. La planta i les façanes s'articulen a partir d'eixos de simetria, només trencada pel cos poligonal esmentat. Pel que toca a la composició, les façanes són dividides, verticalment, per lesenes i, horitzontalment, per cornises. Les lesenes coincideixen amb els murs i jàsseres que determinen les crugies i les cornises amb les soleres. Dins d'aquesta mena de quadrícula hi ha les obertures, les quals, amb algunes excepcions, són d'arc carpanell. Totes les obertures estan emmarcades per una faixa, menys les del cos poligonal, que tenen un disseny diferent: presenten cavets als angles superiors i un llistell lleugerament circular que fa de guardapols. En aquesta part de l'edifici, a més, a la cara que és paral·lela a la via, hi ha un gran finestral, d'arc escarser, amb dos pilars que divideixen l'obertura. A excepció d'aquestes finestres i de les de forma rectangular que hi ha al pis de les façanes laterals, totes les finestres tenen clavellinera, i les de la façana nord i les de les façanes laterals estan suportades per mènsules.

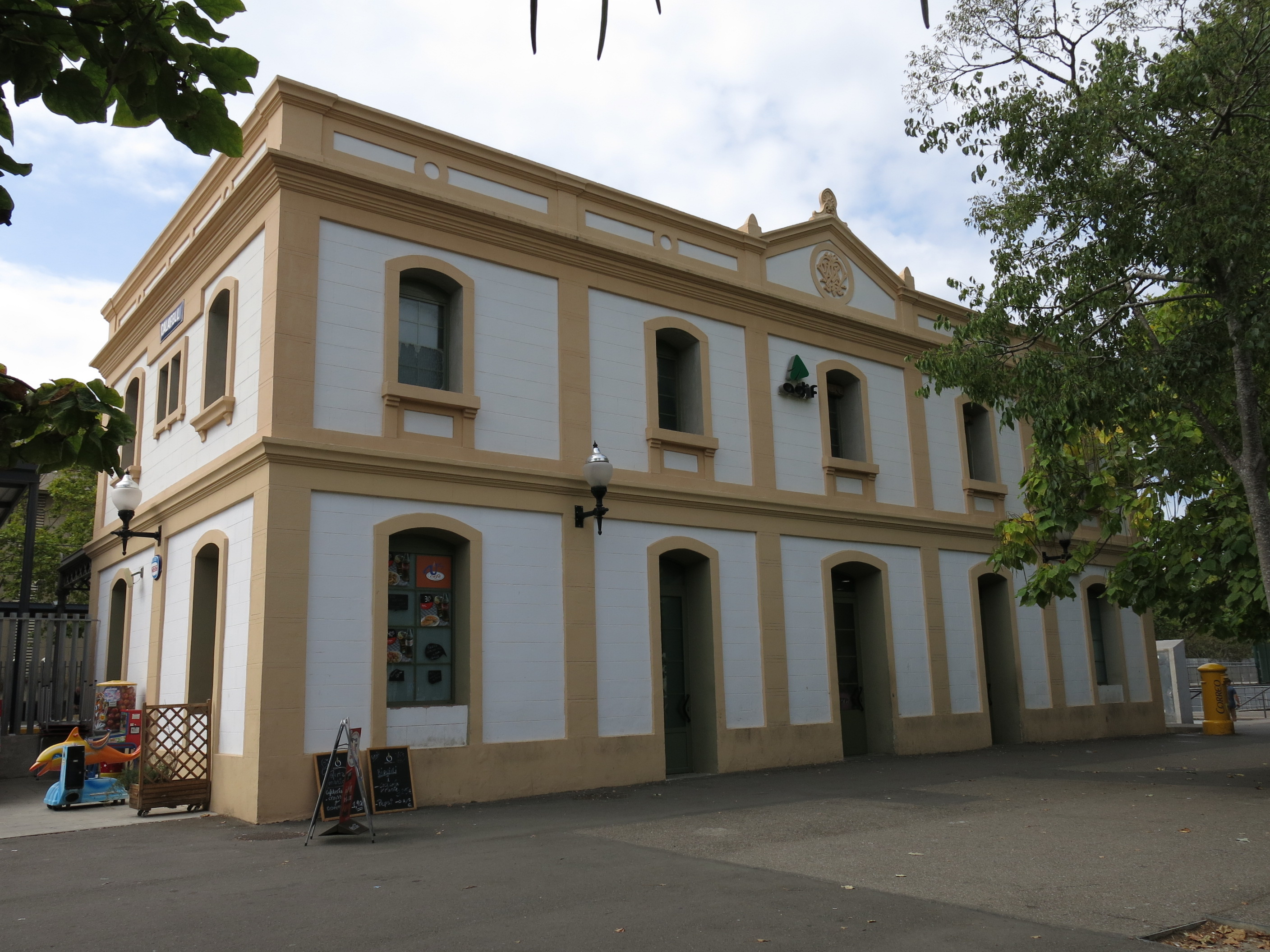
L'edifici i accés a l'estació
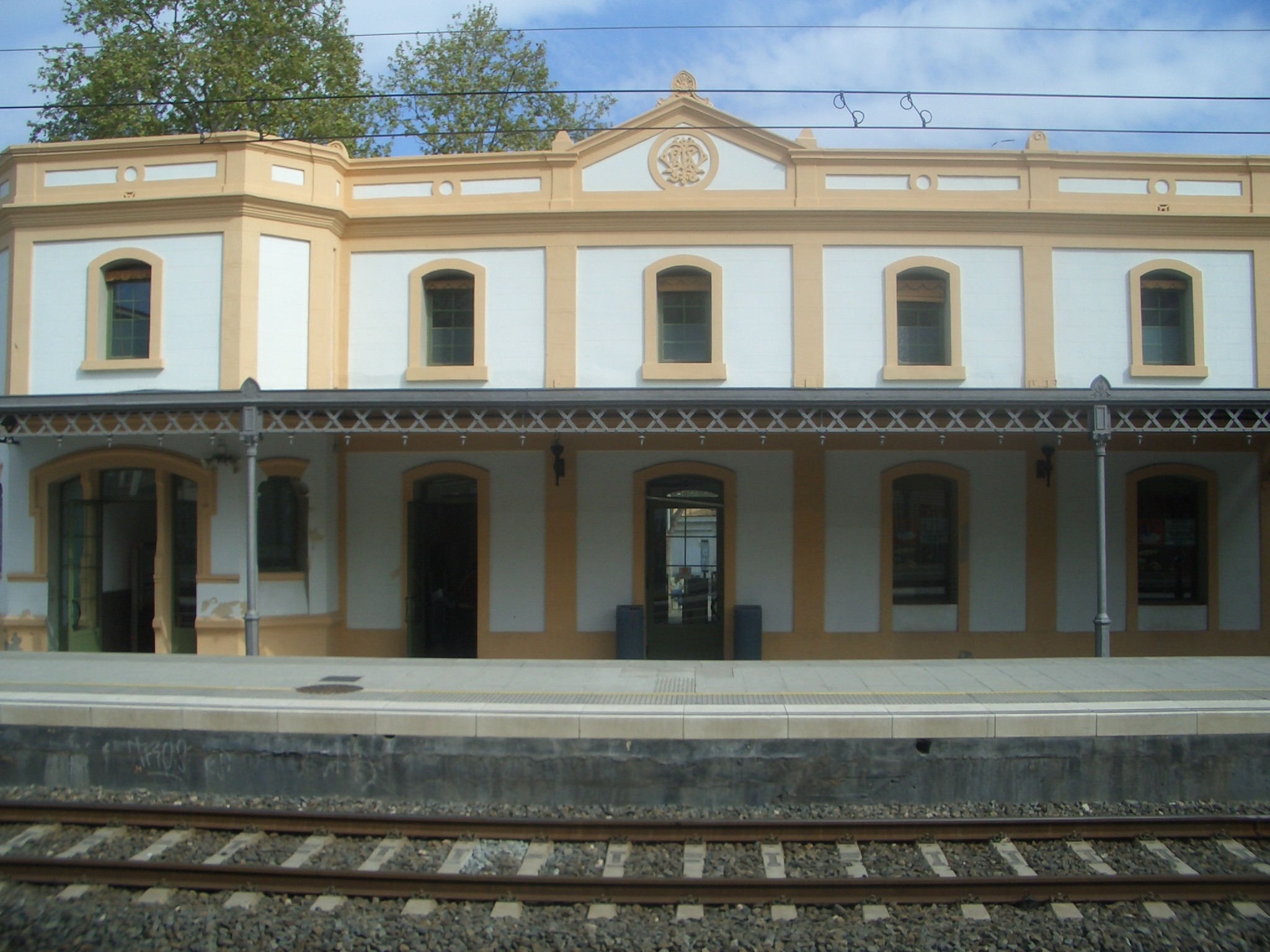
Façana de l'edifici davant les vies

A la part baixa dels paraments de façana hi ha un sòcol i a la part superior, damunt la cornisa, una barana amb uns elements decoratius de forma circular ubicats a la part central dels espais determinats per les lesenes. Una cornisa de menys volada remata la barana. A la part superior del registre central hi ha un frontó triangular, amb acroteris i antefixes als extrems, i un cercle que inscriu les lletres MZA, entrellaçades, al timpà. A la façana que dona a les vies del ferrocarril hi ha un porxo fet amb una estructura metàl·lica suportada per pilars de ferro fos, amb base i capitell d'inspiració coríntia. La seva coberta és contemporània. A les façanes nord i est es conserven els fanals originals de ferro fos. A cada façana lateral, a la part superior sota de la cornisa, hi ha un cartell de metall esmaltat amb la paraula CALAFELL. A l'extrem nord-est de l'edifici hi ha una de reixa de ferro, amb portal, instal·lada en el moment de la construcció. Al costat est de l'estació hi ha un edifici petit aïllat, de planta quadrangular, amb coberta de quatre aiguavessos i dos portals rectangulars a la façana sud, on hi ha els lavabos.